# Орден Возрождения (Оман)
Орден Возрождения – третий по старшинству орден Султаната Оман.

## История
Султан Омана Кабус учредил орден в 1972 году в 4 классах с целью награждения граждан страны и иностранцев за заслуги в развитии государства.
В 1982 году в орден был добавлен специальный класс: «Верховный орден Возрождения Омана».

## Степени
Орден имеет специальный класс и четыре обычных класса:
- Специальный класс – для вручения главам иностранных государств.
- Первый класс
- Второй класс
- Третий класс
- Четвёртый класс

## Описание

### Специальный класс ордена
Специальный класс представляет из себя знак на орденской цепи.
Знак ордена представляет из себя восьмиконечную звезду с заострёнными лучами, четыре луча которой в крест покрыты эмалью пурпурного цвета, а оставшиеся – зелёного. Между лучами золотые пятиконечные звезды. В центре круглый медальон с широкой каймой зелёной эмали. В центре медальона на белой эмали золотое изображение герба Омана. На кайме надпись на арабском языке.
Знак при помощи переходного звена в виде двух золотых пальмовых ветвей, формирующих венок вокруг пятиконечной звезды с бриллиантом в центре, крепится к орденской ленте.
Звезда ордена восьмиконечная с штралами между лучами. На звезду наложен знак ордена. В пятиконечные звезды между лучами знака вставлены бриллианты.
Лента ордена специального класса белая по краям с равновеликими полосками красного и зелёного цвета.

### Остальные классы
В зависимости от класса знаки ордена отличаются размером, наличием эмалей.
С первого по четвёртый классы – цветовая схема сохраняется, но меняется количество полос в зависимости от класса ордена.